# 皇家墓穴 (维也纳)

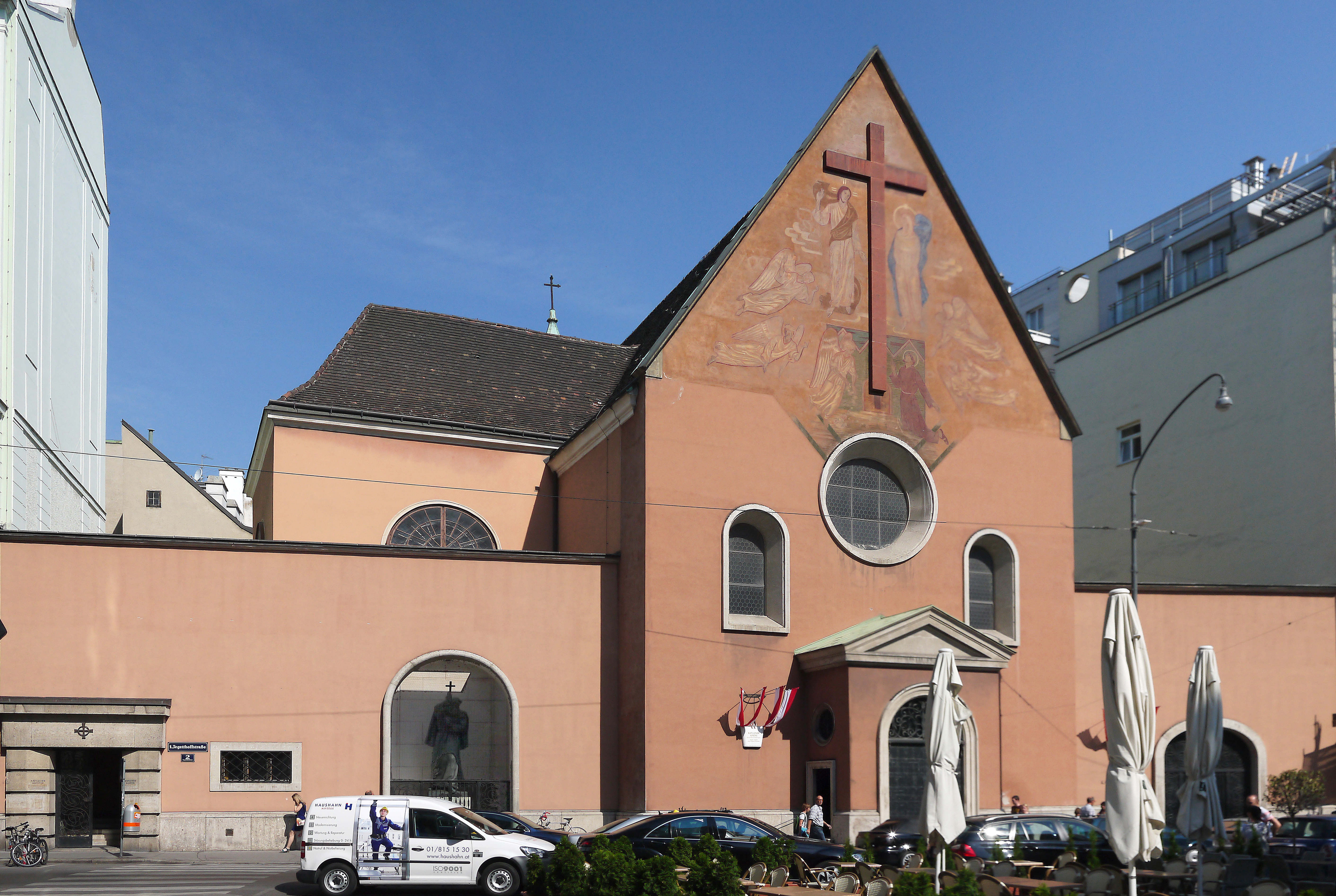
維也納嘉布遣會教堂

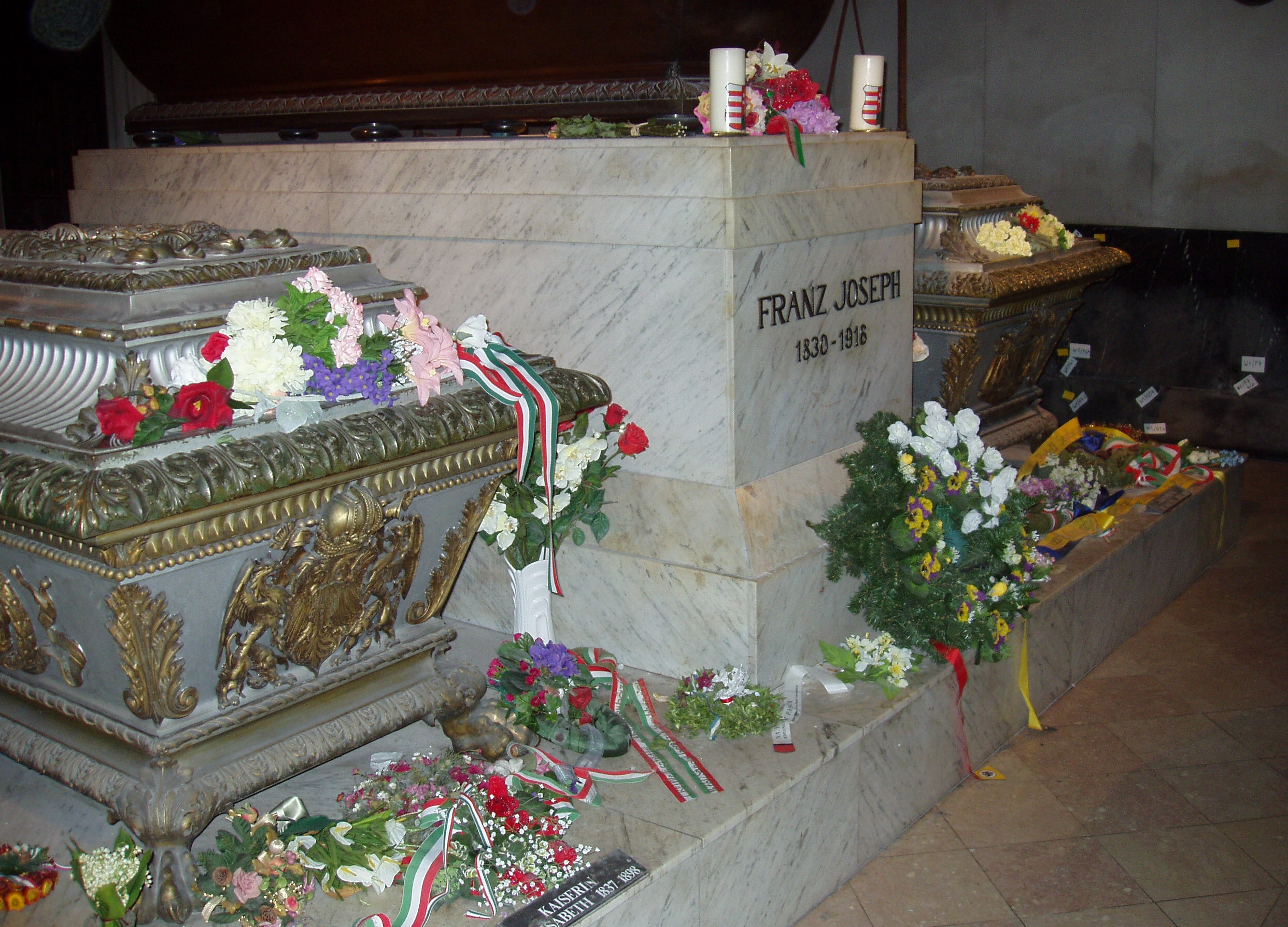
弗朗茨·约瑟夫一世墓，两侧是妻子伊丽莎白和儿子鲁道夫

皇家墓穴（德语：Kaisergruft，通常称为Kapuzinergruft）位于奥地利首都维也纳的维也纳嘉布遣会教堂（德语：Kapuzinerkirche，正名天神之后堂）和修道院（兴建于1617年，1632年祝圣）的地下，座落在霍夫堡皇宫东面不远处的新集市广场（Neue Markt）。自从1633年起，这里一直是哈布斯堡王朝家族成员的主要安葬地。
存放在这里的一共有143位贵族的尸体，加上另外四人盛放在容器的心脏或火化的遗体（截至2009年）。其中包括12位皇帝和19位皇后。最近一位葬入皇家墓穴的，是2011年辭世的前奧匈帝國皇太子奧托·馮·哈布斯堡。
这里可以看到104个金属石棺和5个盛放心脏的容器，它们的风格各有不同，既有清教徒式的朴素类型，也有奢华的洛可可式。皇家墓穴是维也纳最热门的旅游景点之一。
直至今日，几十名居住于此的修士除了要从事在维也纳的牧灵工作之外，仍然要担任监护和管理地下墓穴的传统角色。